# Ernie Fields junior
Ernie Fields junior (* 29. Juli 1934 in Tulsa, Oklahoma; † 8. März 2024 in Pasadena, Kalifornien) war ein US-amerikanischer Musiker (Saxophon, Dudelsack, Komposition) in Genres wie Funk, Jazz, Rhythm & Blues und Soul, der sich auch als Musikunternehmer betätigte.

## Leben und Wirken
Fields, der aus Tulsa, Oklahoma stammte, wurde als Sohn des Jazzmusikers und Bandleaders Ernie Fields geboren. Er schloss seine Ausbildung an der Booker T. Washington High School im Jahr 1951 ab und setzte seine musikalische Ausbildung an der Howard University fort, wo er in den Ferien mit der Band seines Vaters spielte. Fields Jr. betätigte sich auch kompositorisch, indem er 1978 Musik für J. Robert Wagoners Blaxploitation-Film Disco Godfather (1979) schrieb. Des Weiteren war er für die Musik von John Boskovichs Without You I’m Nothing (1990) und Duets (2012) verantwortlich.
Seine musikalische Vielseitigkeit wurde in einer Folge von American Idol 2010 hervorgehoben, in der er das Didgeridoo spielte, während Crystal Bowersox den Lennon- und McCartney-Song „Come Together“ interpretierte. Fields hat im Laufe seiner Karriere mit Künstlern aus den Bereichen Blues, Soul und Funk zusammengearbeitet, darunter B.B. King, Bobby Bland, Stevie Wonder, Aretha Franklin, Rick James und Marvin Gaye, außerdem im Jazz mit Alphonso Johnson, Freddie Hubbard, Les McCann, Ahmad Jamal, Joe Sample, Herb Alpert, Kirk Whalum, Jimmy Smith und Buddy Collette. Er begleitete mit seinem Orchester dem Sänger Jimmy Bee („Breaking Up Is Hard to Do“, 1976). Unter eigenem Namen legte er Fields 1977 die Funk/Soul-Single „I’ll Be Loving You“ / „I Heard You Talking in Your Sleep“ vor, gefolgt von der Motown-Produktion „Ride a Wild Horse“ (1978). Außerdem gehörte er der Formation Vine Street Horns an, die als Sessionmusiker Stars wie Phil Collins begleiteten. Insbesondere in den 1990er-Jahren unternahm er Tourneen mit dem Posaunisten Fred Wesley und stellte seine Fähigkeiten im Saxophon und Dudelsack unter Beweis.
Über seine Rolle als Performer hinaus fungierte Fields als Musikunternehmer für bekannte TV-Shows wie American Idol, The Voice und X-Factor: Das Unfassbare und brachte sein Fachwissen in die Branche ein. Fields prägte dabei die Karrieren vieler Musiker maßgeblich als einer der ersten großen schwarzen Auftragnehmer Hollywoods mit.
Noch im Jahr 2020 begleitete Fields die Sängerin Amber Weekes auf ihrem Album The Gathering mit dem Dudelsack.